# Балка біля села Великі Канівці
Балка біля села Великі Канівці — ботанічна пам'ятка природи.
Об'єкт розташований на території Чорнобаївської селищної громади Золотоніського району Черкаської області, біля села Великі Канівці.
Тут поширені види рослин, які занесені до Червоної книги України, серед яких півники болотні, сон розкритий, горицвіт весняний, ковила волосиста та шафран сітчастий.
Площа — 2,0 га.
Статус отриманий 2022 року.